# 江蘇路基督経堂 (青島市)

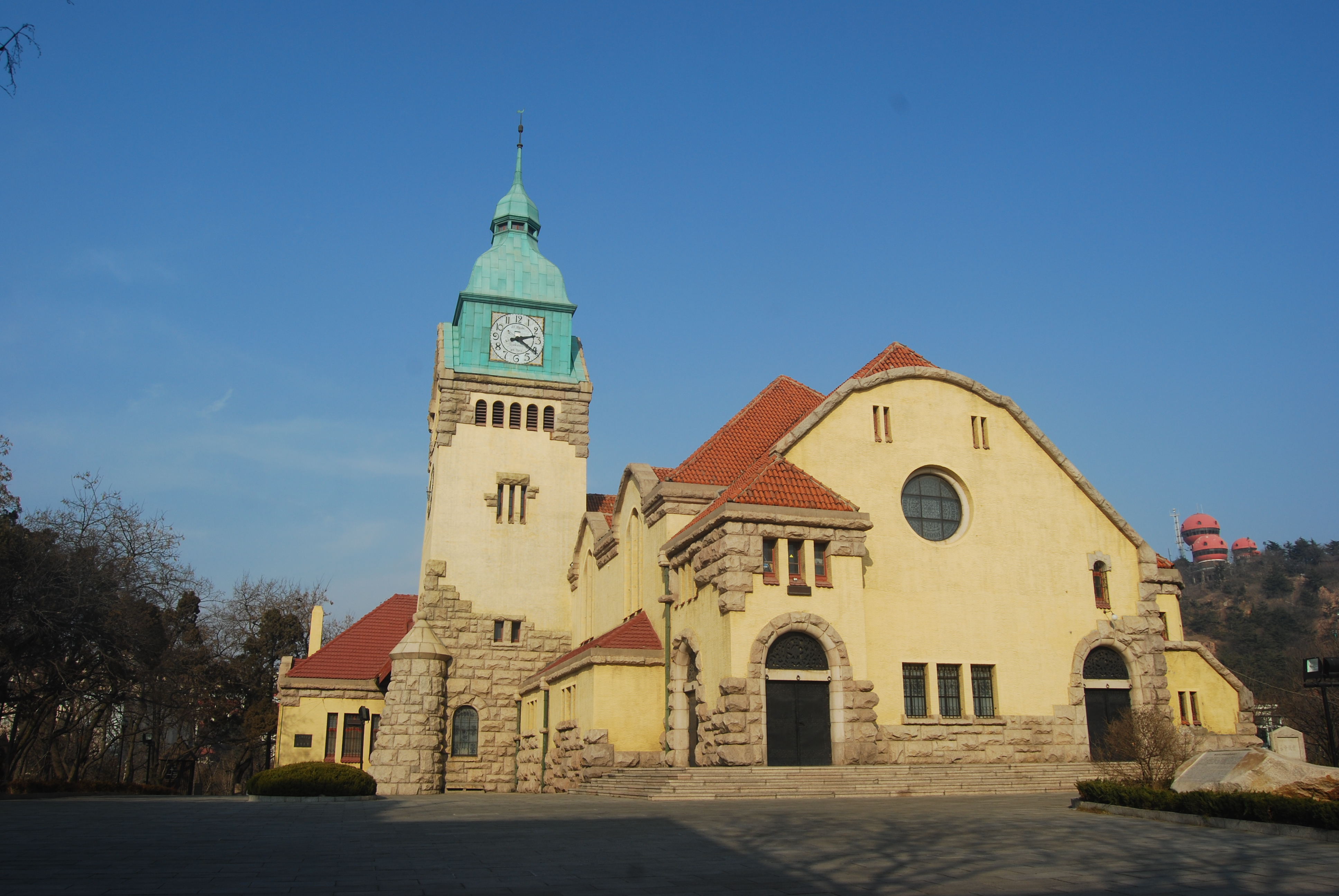
江蘇路基督経堂（青島市）

江蘇路基督経堂（こうそろきりすときょうどう、中国語: 江苏路基督教堂、英語: Jiangsulu Christian Church / Evangelical Christ Church、ドイツ語: Evangelische Christuskirche）は、中華人民共和国山東省青島市にあるドイツ風格のプロテスタント教会で、市南区西部の江蘇路15号にある。

## 概要
1898年に、ドイツは青島の農村にヨーロッパ風の町を作り、1910年10月23日にロココ風の青島福音教会を作り、使用を始めた。
1914年、第一次世界大戦が勃発し、11月7日に日本軍が青島を占領すると、米国宣教団体の管理下、様々な外国人に使用されて、国際礼拝堂と呼ばれた。1941年12月7日、太平洋戦争が始まると、アメリカ合衆国長老教会の管理下に置かれた。第二次世界大戦終了後、1945年から1949年にはドイツ人および米国人が昼・夜に分かれて礼拝を守ったが、1949年6月2日には人民解放軍が青島を占領した。
その後は、青島医学院の病院として使用される時期と大躍進・文化大革命が終わるまで、礼拝は30年間中止されていた。しかし、1980年11月2日には山東省で初めての礼拝が江蘇路基督経堂で再開された。
1992年、江蘇路基督経堂は山東省重点文物保護単位に指定された。また、2006年6月には「青島のドイツ建築」（zh:青岛德国建筑）の一部として、全国重点文物保護単位に指定を受けた。 

## 参照項目
- 中国のキリスト教
- 中国基督教協会
- 愛徳基金会
- 聖ミカエル大聖堂 (同じくドイツが青島市に建設した有名なカトリック教会)